# Эшген
Эшген (нем. Oeschgen) — коммуна в Швейцарии, в кантоне Аргау.
Входит в состав округа Лауфенбург.  Население составляет 869 человек (на 31 декабря 2007 года). Официальный код  —  4175.